# Héros de l'Ukraine
Héros de l'Ukraine (en ukrainien : Герой України, Heroï Oukraïny) est le plus haut titre honorifique qui peut être décerné par le gouvernement ukrainien.
Cette décoration est créée en 1998 par le président Leonid Koutchma. Elle est décernée pour la première fois à Borys Paton, ingénieur né en 1918.
Ce titre peut être décerné du vivant de la personne honorée ou à titre posthume. Les lauréats peuvent être des civils comme des militaires.
Des villes peuvent également être distinguées.

## Médailles
| Ordre de l'État | Ordre de l'Étoile d'or |
| --------------- | ---------------------- |
|                 |                        |

## Détenteurs (liste non-exhaustive)
À la date du 23 février 2023, cette distinction a été décernée à 509 Ukrainiens parmi lesquels :
- Olexandre Bilach, compositeur ;
- Sergueï Bubka, sexptuple champion du monde et champion olympique de saut à la perche ;
- Andriy Chevtchenko, footballeur, le seul ukrainien à avoir remporté la Ligue des champions et le Ballon d'or France Football en 2004 ;
- Ivan Dratch, poète, traducteur et homme politique ;
- Volodymyr Ivassiouk, auteur et compositeur de chansons (à titre posthume) ;
- Vitali Klitschko, champion du monde de boxe ;
- Iana Klotchkova, médaille d'or en natation aux Jeux olympiques de Sydney et aux Jeux olympiques d'Athènes en 2004 ;
- Iouriy Kovalenko, chef militaire ;
- Raïssa Kyrytchenko, chanteuse, en 2003 ;
- Valeri Lobanovski, footballeur puis entraîneur ukrainien ;
- Borys Paton, ingénieur ;
- Sofia Rotaru, chanteuse ;
- Nadia Savtchenko, pilote et femme politique ;
- Ivan Spodarenko, rédacteur en chef du quotidien Silski Visti ;
- Petro Tronko, historien et vétéran de la Seconde Guerre mondiale.
- Pavlo Zahrebelnyï, écrivain ;
- Valeria Zaklounna-Mironenko, actrice, en 2012 ;

- Lors de la guerre du Donbass :

  - Serhiy Koultchytsky, général ukrainien ;
  - Serguii Kolodii (uk), capitaine de la 93e brigade des forces de terre, tué lors des combats pour la défense de l'aéroport de Donetsk (à titre posthume) ;
  - Yevhen Mejevikine, capitaine de l'armée ukrainienne, défenseur de l'aéroport de Donetsk ;
  - Oleh Mikhniouk.
  - Ihor Momot, général ;
  - Mikhaïlo Zabrodskiy.

- Lors de l'invasion de l'Ukraine par la Russie : 

  - le 24 février 2022, les treize soldats du service national des gardes-frontières présumés morts, en réalité fait prisonniers, durant le bombardement de l'île des Serpents[1],[2],[3] ;
  - Kyrylo Boudanov, commandant de la Direction générale du renseignement du ministère de la Défense ukrainien[4].
  - Inna Deroussova (1970-2022), médecin de combat dans la 58e brigade motorisée. C'est la première femme à recevoir à titre posthume le titre de « Héros de l'Ukraine », avec l'ordre de l'Étoile d'Or.
  - Roman Glomba (uk), militaire ayant abattu 3 avions Su-25 avec des missiles MANPADS, décoré le 24 septembre 2022.
  - Dmytro Kolomietch (uk), major de la 39e brigade d'aviation tactique[5].
  - Oleksandr Korpan, pilote.
  - Dmytro Kotsioubaïlo (1995-2023), dit Da Vinci, engagé volontaire, sous-lieutenant (Junior lieutenant (en)), décoré avec ordre de l'Étoile d'or.
  - Vassyl Maliouk, général, chef du service de sécurité d'Ukraine[6].
  - Oleksandr Oksantchenko, pilote.
  - le 26 février, Vitali Skakoune, militaire ayant détruit le pont de Henitchesk[7].
  - Valeriy Tchybineyev, mort lors de la bataille de l'aéroport de Hostomel.
  - Valeri Zaloujny, ancien commandant en chef des forces armées ukrainiennes[8].

## Villes
| Ville      | Date d'optention | Raison                 | Note |
| ---------- | ---------------- | ---------------------- | ---- |
| Hostomel   | 6 mars 2022      | Bataille d'Hostomel    |      |
| Kharkiv    | 6 mars 2022      | Bataille de Kharkiv    |      |
| Marioupol  | 6 mars 2022      | Siège de Marioupol     |      |
| Tchernihiv | 6 mars 2022      | Bataille de Tchernihiv |      |
| Volnovakha | 6 mars 2022      | Bataille de Volnovakha |      |